# 門田博光
門田博光（日语：／ Kadota Hiromitsu，1948年2月26日—2023年1月24日）為日本的棒球選手，出生於山口縣小野田市。他曾效力於日本職棒南海鷹等球隊，1992年退役，生涯共計567支全壘打。
2023年1月24日病逝，終年74歲。

## 外部連結
- 株式会社エフキューブ（門田博光マネジメント会社）